# Ікерасак (острів)
Острів Ікерасак (гренл. Ikerasaap qeqertaa) — острів в муніципалітеті Каасуїтсуп у північнозахідній Гренландії. Розташований в південносхідній частині фйорду Уумманнак, біля входу до фйорду Ікерасак.

## Географія

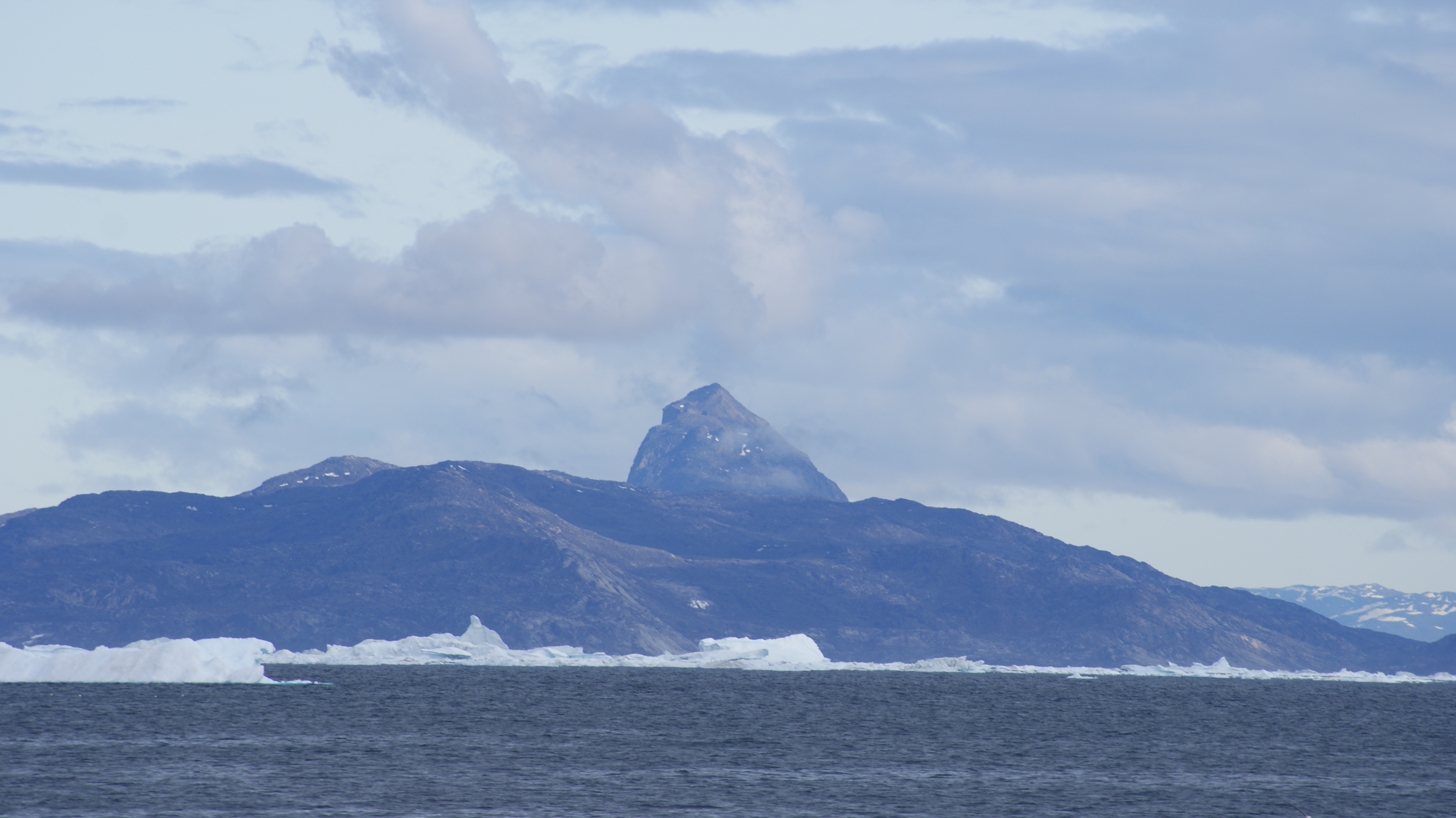
Вид на острів Ікерасак з Уумманнаку

Острів має витягнуту овальну форму з південного сходу на північний захід. На півдні він відділений від меншого острова Талеруа протокою Ікарасангуак, і від півострова Нууссуак входом у фйорд Ікерасак.
З південного сходу вузька протока Ікерасассуак відділяє його від Гренланландського півострова Дригальський. З північного заходу центральна частина фйорду Уумманнак відділяє його від острова Салліарусек.

## Поселення
Ікерасак — єдине поселення, розташоване на південно-східному краю острова, на березі протоки Ікерасассуак.